# Чжэн Чужань
Чжэн Чужань (кит. 鄭楚然) — китайская активистка за права женщин и феминистка. В марте 2015 года она незадолго до запланированных мероприятий, посвященных Международному женскому дню, была задержана вместе с четырьмя другими активистками. Всех вместе их называют «Феминистской пятёркой». В ноябре 2016 года она вошла в список 100 женщин Би-би-си 2016 года.

## Протест
В 2015 году она и ещё четыре активистки (Вэй Тинтин, Ван Мань, У Жунжун и Ли Тинтин, известные под общим названием «Феминистская пятёрка») были задержаны китайским правительством как раз перед Международным женским днём, во время которого они планировали провести кампанию против сексуальных домогательств в общественном транспорте. Все пять женщин были освобождены под залог после 37 дней содержания под стражей. Если бы их признали виновными, женщинам грозило бы до трёх лет тюрьмы за «нарушение общественного порядка».
BBC News освещает вклад Чжэн в организацию мероприятий и её поддержку прав женщин. Сообщается, что она боролась за то, чтобы женщинам предоставлялся менструальный отпуск.
В декабре 2016 года Чжэн написала открытое письмо Дональду Трампу, требуя от него избегать в будущем сексистского поведения.
В 2018 году Чжэн была истцом по делу о клевете против Ко Ван Шияньши (酷玩实验室), китайской независимой медиаплатформы. Они обвинили Чжэн Чужань в организации международной операции по торговле людьми в целях сексуальной эксплуатации. Рассмотрение дела все ещё продолжается.
Чжэн Чужань — плодовитая писательница, пишущая о феминистских и правозащитных проблемах.

## Арест Вэя Чжили
20 марта 2019 года около 2 часов ночи муж Чжэн, Вэй Чжили, был увезён полицией. Журналист и активист профсоюзного движения, Вэй был обвинён полицией в «нарушении общественного порядка» и в необходимости «просвещения» после того, как ему «промыли мозги». Он работал с китайскими рабочими, чтобы помочь им получить государственную компенсацию после того, как они заболели пневмокониозом из-за небезопасных условий труда. В течение нескольких дней после ареста Вэя его жене и родителям не сообщали о его местонахождении.
После заключения мужа под стражу Чжэн начала интернет-кампанию, чтобы привлечь внимание к делу Вэя.